# Phân cấp hành chính Cộng hòa Dân chủ Nhân dân Triều Tiên
Hệ thống hành chính của Cộng hòa Dân chủ Nhân dân Triều Tiên gồm cấp trung ương và ba cấp địa phương. Chính quyền cấp thấp hơn là một cơ quan trực thuộc chính quyền cấp cao hơn.

## Cấp địa phương thứ nhất

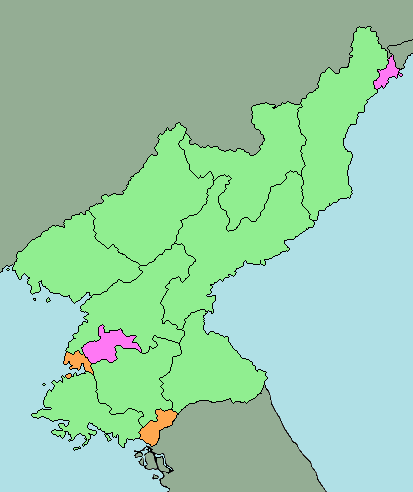
Bản đồ CHDCND Triều Tiên với "trực hạt thị" Bình Nhưỡng và "đặc biệt thị" La Tiên (màu tím hồng); "đặc cấp thị" Nam Phố và Khai Thành (màu cam) và chín "đạo" (màu lục)

Cấp hành chính địa phương thứ nhất gồm:
- Thành phố trực thuộc trung ương (tiếng Hàn: 직할시/ 直轄市 (trực hạt thị)/ chikhalsi): Bình Nhưỡng
- Đặc khu (tiếng Hàn: 특별시/ 特別市 (đặc biệt thị)/ t'ŭkpyŏlsi): Rasŏn[1] (La Tiên)
- Đặc cấp thị (tiếng Hàn: 특급시/ 特級市 (đặc cấp thị)/ t'ŭkkŭpsi: Vùng công nghiệp Kaesŏng (Khai Thành)
- Tỉnh (tiếng Hàn: 도/ 道 (đạo)/ do): gồm 9 đơn vị, đó là:
Chagang (자강도; 慈江道; Từ Giang đạo)
Hamgyŏng Bắc (함경 북도; 咸鏡北道; Hàm Kính Bắc đạo)
Hamgyŏng Nam (함경 남도; 咸鏡南道; Hàm Kính Nam đạo)
Hwanghae Bắc (황해 북도; 黃海北道; Hoàng Hải Bắc đạo)
Hwanghae Nam (황해 남도; 黃海南道; Hoàng Hải Nam đạo)
Kangwŏn (강원도; 江原道; Giang Nguyên đạo)
P'yŏngan Bắc (평안 북도; 平安北道; Bình An Bắc đạo)
P'yŏngan Nam (평안 남도; 平安南道; Bình An Nam đạo)
Ryanggang (량강도; 兩江道; Lưỡng Giang đạo)

Ngoài ra còn có hai đơn vị với kinh tế là Vùng du lịch Kŭmgangsan (Kim Cương Sơn) và Đặc khu hành chính Sinŭiju (Tân Nghĩa Châu) hưởng quy chế riêng. Các đặc khu thì không được phân cấp hơn nữa, nghĩa là dưới chúng không có cấp hành chính nào cả.

## Cấp địa phương thứ hai

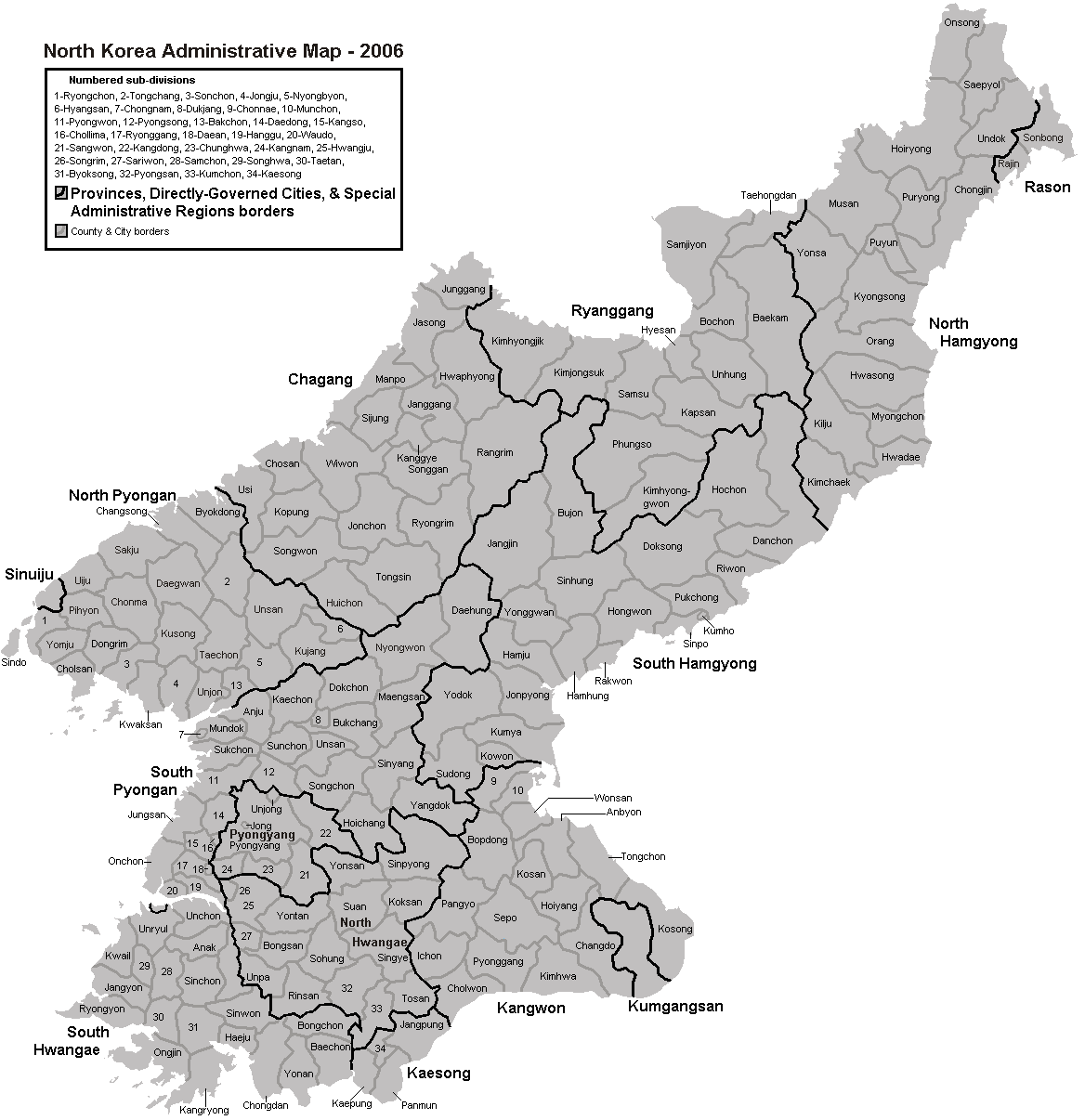
Bản đồ hành chính với các đơn vị cấp địa phương thứ hai của Cộng hòa Dân chủ Nhân dân Triều Tiên.

Cấp hành chính địa phương thứ hai gồm các đơn vị hành chính cấp dưới của tỉnh và thành phố trực thuộc trung ương:
- Quận (tiếng Hàn: 구역/ 區域 (khu vực)/ kuyŏk): Là các đơn vị hành chính cấp dưới của thành phố trực thuộc trung ương. Có 20 quận cả thảy ở Cộng hòa Dân chủ Nhân dân Triều Tiên, trong đó 19 quận thuộc Bình Nhưỡng và 1 quận thuộc Rasŏn.
- Thành phố trực thuộc tỉnh (tiếng Hàn: 시/ 市 (thị)/ si): có 26 đơn vị, đó là Kanggye, Hŭich'ŏn, Manp'o (tỉnh Chagang), Ch'ŏngjin, Hoeryŏng, Kimch'aek (tỉnh Hamgyŏng Bắc), Hamhŭng, Sinp'o, Tanch'on (tỉnh Hamgyŏng Nam), Sariwŏn, Kaesŏng, Songrim (tỉnh Hwanghae Bắc), Haeju (tỉnh Hwanghae Nam), Munch'ŏn, Wŏnsan (tỉnh Kangwŏn), Sinŭiju, Chŏngju, Kusŏng (tỉnh P'yŏngan-puk), P'yŏngsŏng, Anju, Kaech'ŏn, Sunch'ŏn, Tŏkch'ŏn (tỉnh P'yŏngan Nam), và Hyesan (tỉnh Ryanggang).
- Thành phố đặc biệt (tiếng Hàn: 특급시/ 特級市 (đặc cấp thị)/ t'ŭkgŭpsi): có 1 đơn vị, đó là Namp'o của tỉnh Ryanggang.
- Huyện (tiếng Hàn: 군/ 郡 (quận)/ kun): là loại đơn vị hành chính địa phương cấp thứ hai ở khu vực nông thôn.

## Cấp địa phương thứ ba
Cấp hành chính địa phương thấp nhất gồm các loại:
- Xã (tiếng Hàn: 리/ 里 (lý)/ ri): là các đơn vị ở vùng nông thôn.
- Phường (tiếng Hàn: 동/ 洞 (động)/ tong): là các đơn vị ở vùng đô thị.
- Thị trấn (tiếng Hàn: 읍/ 邑 (ấp)/ Ŭp): là các đơn vị ở vùng nông thôn nhưng có mức độ đô thị hóa cao hơn xã.
- Khu lao động (tiếng Hàn: 로동자구/ 勞動者區 (lao động giả khu)/ Rodongjagu): là các đơn vị gồm những khu tập thể của người lao động, song không phải huyện nào cũng có loại đơn vị hành chính này.